# The Sky's the Limit (Jason Derulo)
The Sky's the Limit è un singolo del cantante statunitense Jason Derulo, il quinto estratto dal primo album in studio Jason Derülo e pubblicato il 15 novembre 2010 soltanto nel Regno Unito, nonostante l'uscita fosse inizialmente prevista per il 20 dicembre.
Il brano utilizza un campionamento della canzone Flashdance... What a Feeling, tema portante del film Flashdance.

## Tracce
CD promozionale
1. The Sky's the Limit – 3:45

Download digitale
1. The Sky's the Limit – 3:45
2. The Sky's the Limit (Wideboys Radio Remix) – 3:37
3. The Sky's the Limit (Wideboys Club Mix) – 7:00
4. The Sky's the Limit (Kim Fai Remix) – 6:28
5. The Sky's the Limit (Ayo Remix) – 3:25

## Classifiche
| Classifica (2011) | Posizione massima |
| ----------------- | ----------------- |
| Australia         | 22                |
| Belgio (Fiandre)  | 2                 |
| Belgio (Vallonia) | 41                |
| Nuova Zelanda     | 31                |
| Regno Unito       | 68                |